# Éclipse solaire du 22 juillet 2009
L’éclipse solaire du 22 juillet 2009 est la 6e éclipse solaire totale (mais le 7e passage de l’ombre de la Lune sur la Terre) du XXIe siècle. C’était aussi la plus longue éclipse totale de ce siècle.

## Visibilité

Parcours de l’éclipse sur la Terre.

L’éclipse pouvait être observée dans l’étroit couloir traversant les Maldives, le nord du Pakistan et le nord de l’Inde, le Népal oriental, le nord du Bangladesh, le Bhoutan, l’extrémité septentrionale du Myanmar, la Chine centrale et l’océan Pacifique, dont les îles Ryūkyū, les îles Marshall et les Kiribati.
Le trajet de la zone de totalité passait par de nombreuses villes importantes, dont :
Surat, Vadodara, Bhopal, Varanasi, Patna, Dinajpur, Siliguri, Guwahati, Chengdu, Nanchong, Chongqing, Yichang, Jingzhou, Wuhan, Huanggang, Hefei, Hangzhou, Wuxi, Huzhou, Suzhou, Jiaxing, Ningbo et Shanghai, tout comme le barrage des Trois-Gorges,.
Selon certains experts, le village de Taregana, dans le Bihar aurait été le meilleur endroit pour suivre cet évènement.
Une éclipse partielle sera observable depuis la plus large trajectoire de la pénombre lunaire, comprenant la majeure partie de l’Asie du Sud-Est (la totalité de l’Inde et de la Chine) et le nord-est de l’Océanie.

## Durée
Cette éclipse solaire est la plus longue éclipse solaire du XXIe siècle et ne sera pas dépassée en durée avant celle de juin 2132. La totalité a duré 6 minutes et 39 secondes, avec une éclipse maximale ayant lieu au-dessus de l’océan Pacifique à 02:35:21 (UTC) à 100 km environ au sud des îles d’Ogasawara, dans le sud-est du Japon. L’île inhabitée de Kitaiwo est la terre émergée dont le temps de totalité est le plus proche du maximum, tandis que le point habité le plus proche est Akuseki-jima dans les îles Tokara, où l’éclipse a duré 6 minutes et 26 secondes.

## Réactions

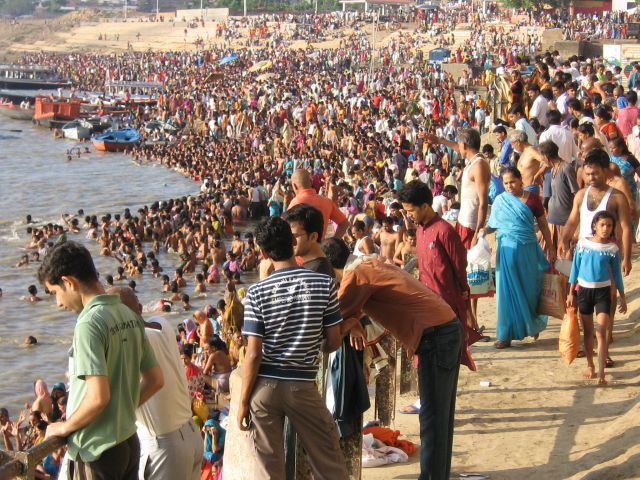
Rive du Gange à Varanasi le jour de l’éclipse.

Des milliers de pèlerins se sont rassemblés sur les rives du Gange à Varanasi (Inde) pour assister à l’éclipse en tant qu’évènement religieux ou spirituel. Certaines personnes prévoyaient que l’éclipse auraient une influence tantôt positive ou négative sur leur santé. Des scientifiques indiens ont observé l’éclipse solaire depuis un avion de l’Indian Air Force.
Le gouvernement chinois en a profité pour fournir de l’enseignement scientifique et dissiper toute superstition.
Des observateurs au Japon étaient enthousiastes à l’idée d’assister à la première éclipse depuis 46 ans, mais ils furent contrariés par le ciel nuageux qui gâcha le spectacle de ces  éclipses.

## Saros solaire 136

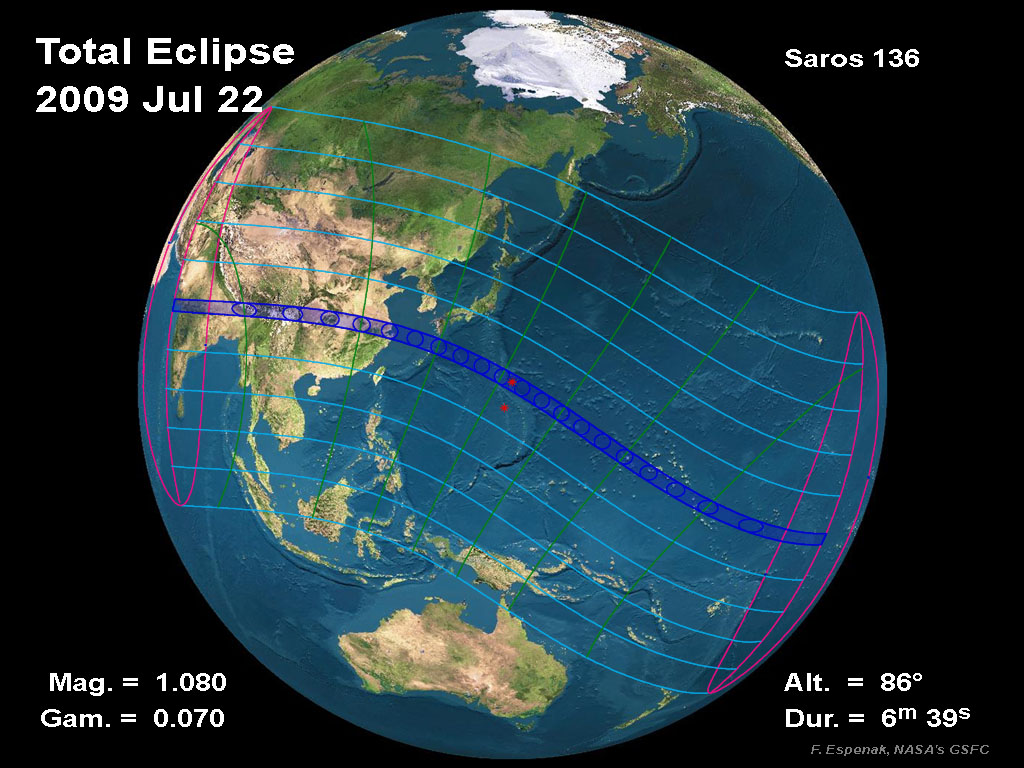
Éclipse.

Cette éclipse fait partie de la série d’éclipses solaires du saros 136. Cette série a débuté le 14 juin 1360 et se terminera le 30 juillet 2622 et comprend 71 éclipses dont 44 totales.
C’est actuellement la série qui donne les éclipses les plus longues :
- celle du 20 juin 1955, qui fut la plus longue de cette série et la plus longue du XXe siècle, avec 7 min 7,7 s ;
- suivie de « l’éclipse du Concorde », le 30 juin 1973, avec 7 min 4 s ;
- puis celle du 11 juillet 1991, de 6 min 53 s, qui passa au-dessus des observatoires du Mauna Kea ;
- et enfin, celle du 22 juillet 2009, qui avec 6 min 39 s est la plus longue du XXIe siècle.
 Les suivantes auront une durée maximale décroissante, comme celle du 2 août 2027 avec 6 min 23 s.

### Saros solaire 139, lui « succédant »
La prochaine éclipse plus longue que celle du 22 juillet 2009, aura lieu le 13 juin 2132, et fera partie de la série du saros solaire 139, qui « succèdera » (en quelque sorte) au saros solaire 136 en donnant les éclipses les plus longues dans la 2e moitié de ce siècle ; et ensuite produira les éclipses les plus longues de toute l’Histoire, environ un siècle après, vers la fin du XXIIe siècle.

## Galerie

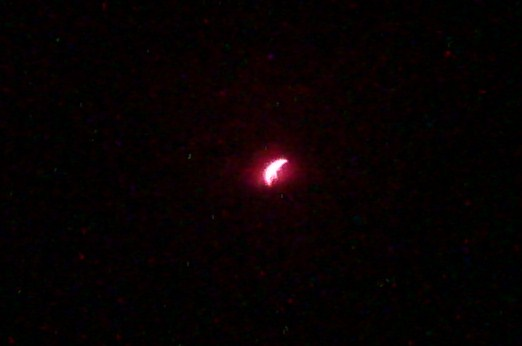
Éclipse partielle à New Delhi (Inde).
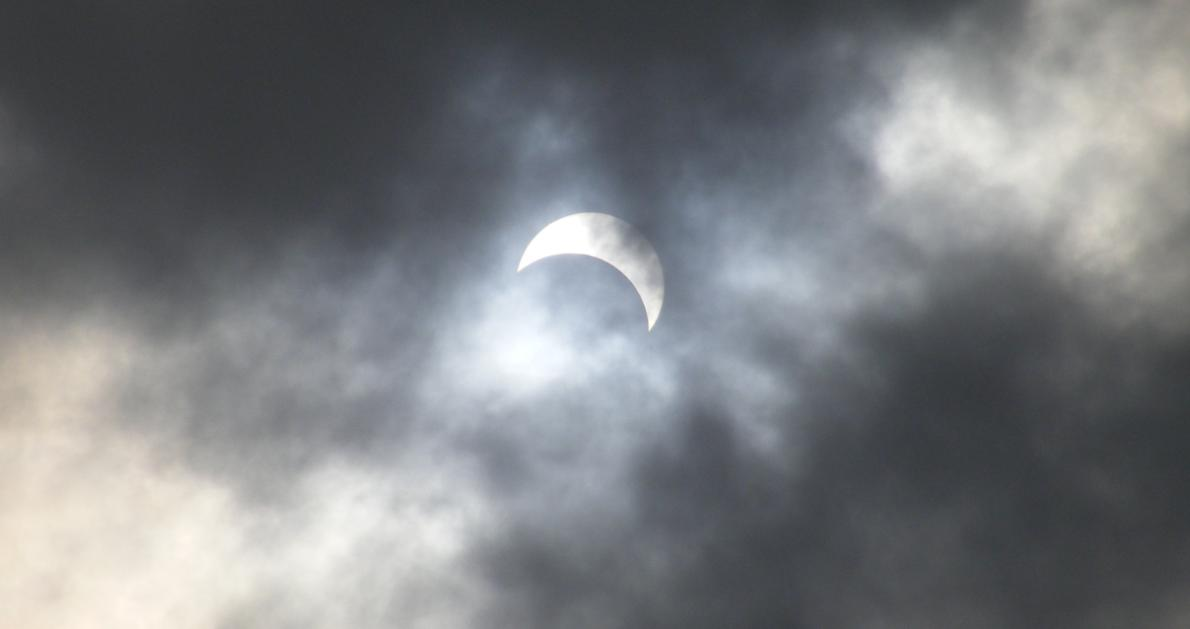
Éclipse partielle à Calcutta (Inde).
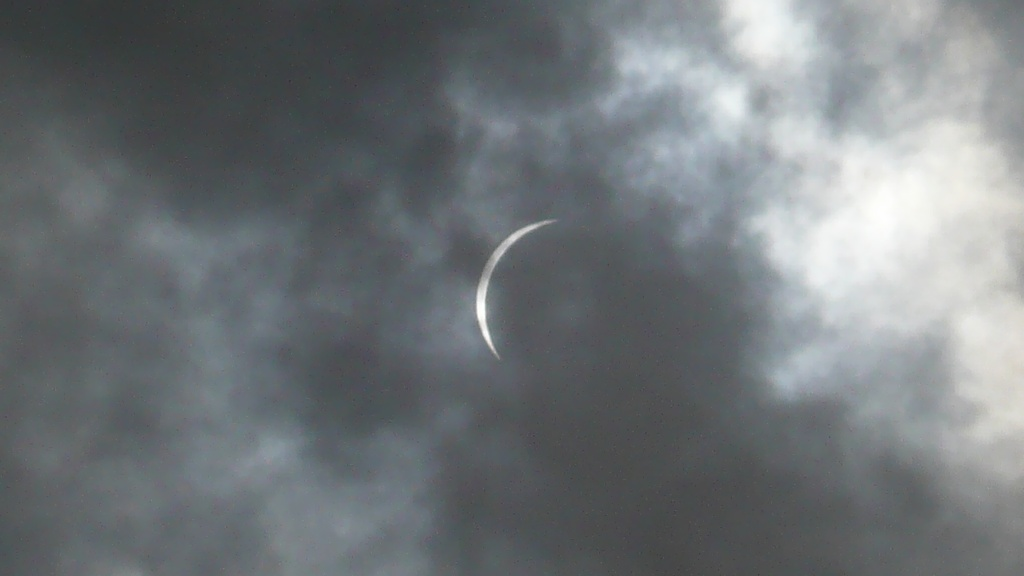
Éclipse partielle à Miyazaki (Japon).
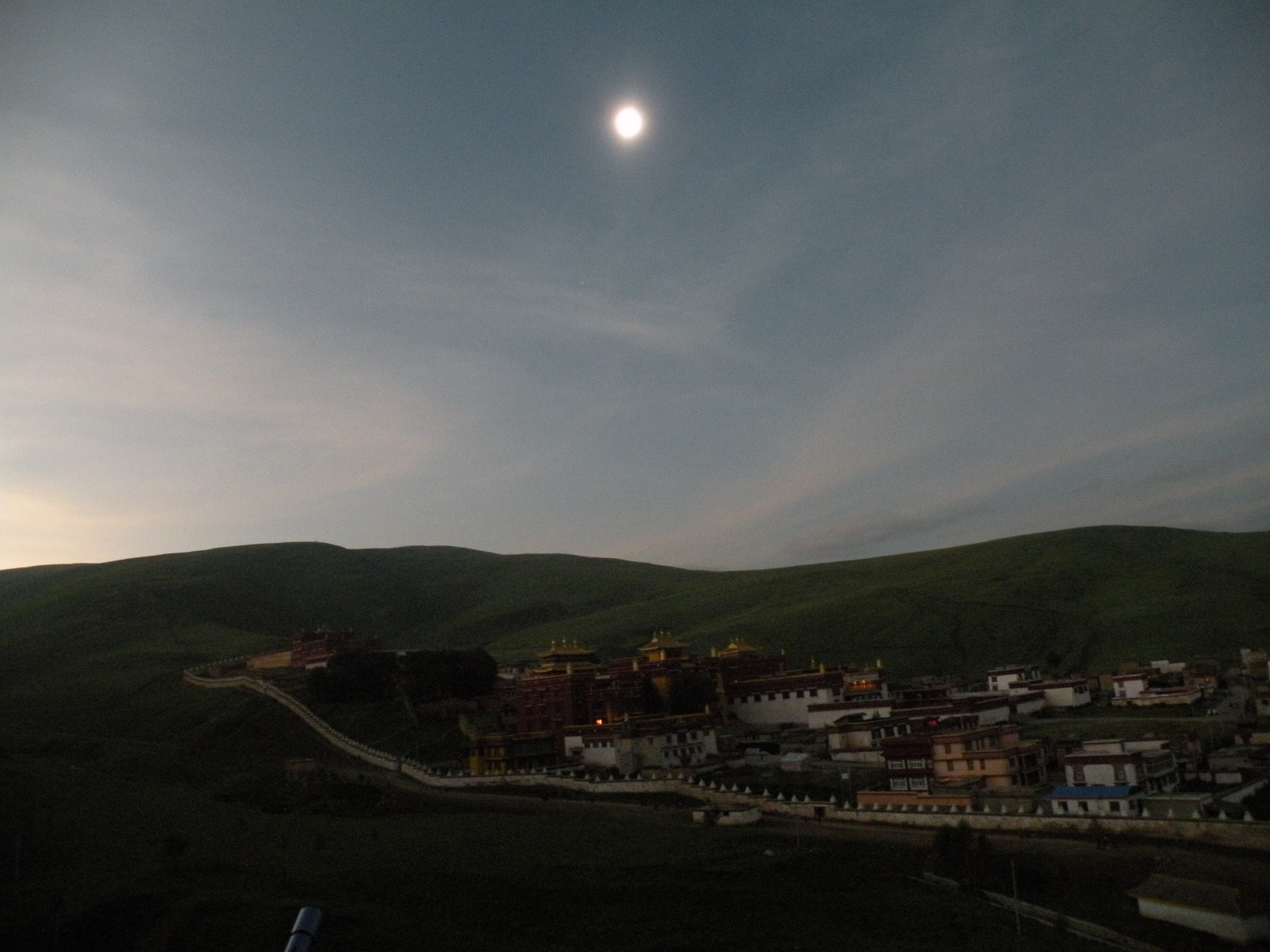
Éclipse au-dessus du monastère de Litang, ancienne province tibétaine du Kham du Tibet, en Chine.
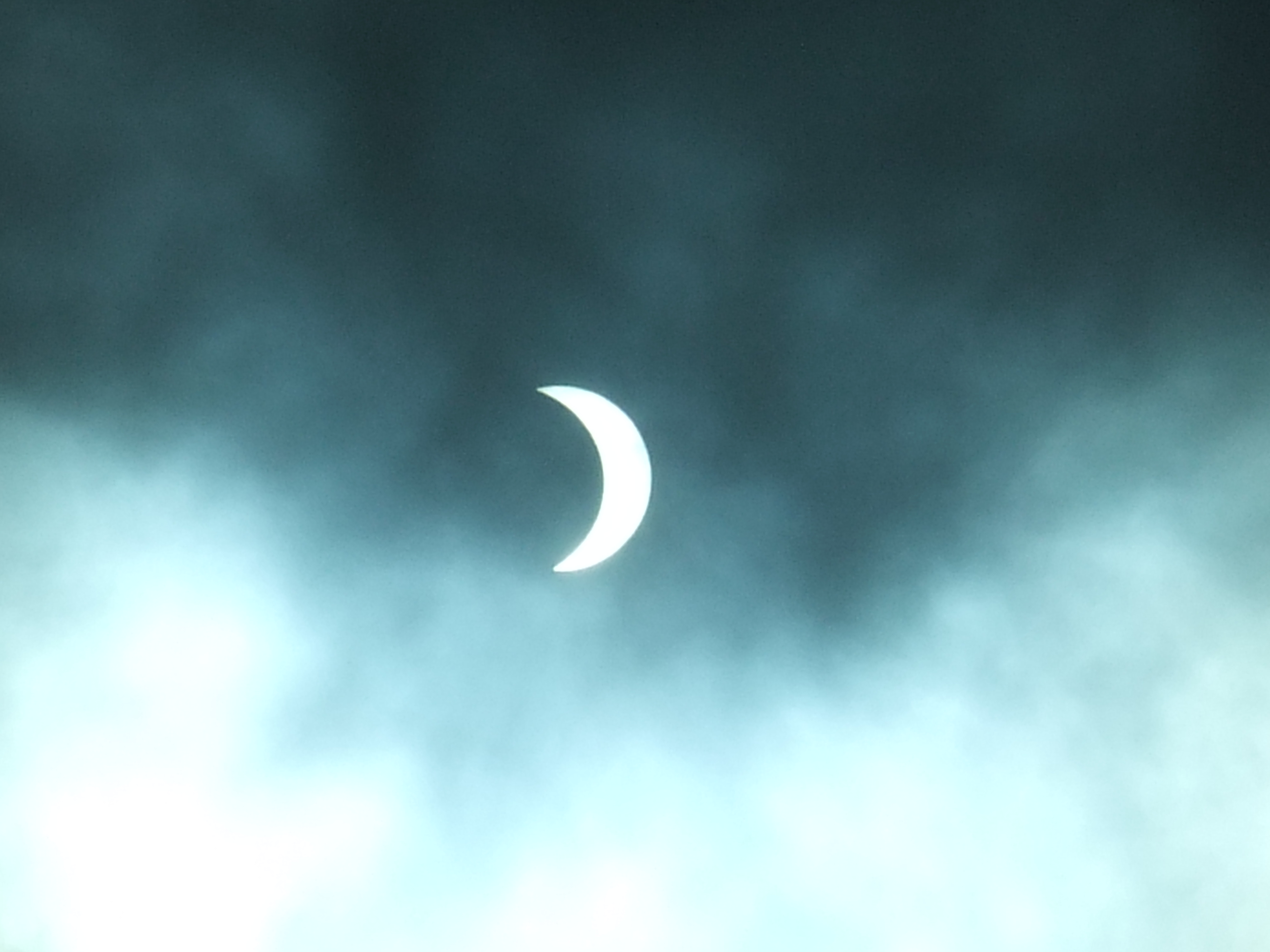
Éclipse solaire partielle au-dessus de Sheung Shui (Hong Kong).
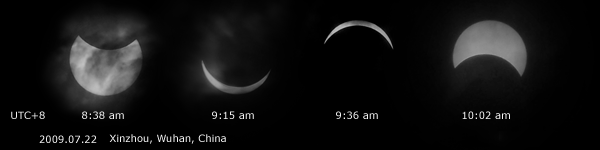
Éclipse solaire à Wuhan (Chine).
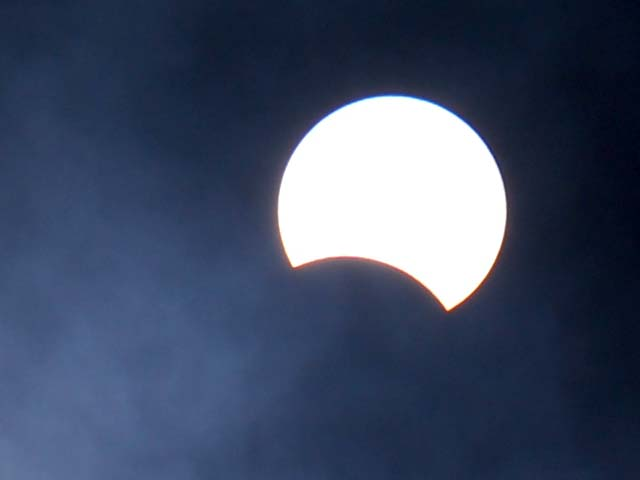
Éclipse partielle à Quezon (Philippines).